# Aeroprakt
Aeroprakt Ltd. (Аэропракт) est un constructeur d'aéronefs ukrainien basé à Kyiv et fondé en 1991 par Yuri Yakovlev. L'entreprise est spécialisée dans la conception et la fabrication d'avions légers, d'aéronefs de construction amateur et d'ULM sous forme de kits pour la construction amateur.

## Historique
Cette société a été fondée en tant que club de conception d'aéronefs amateurs par Yuri Yakovlev lorsqu'il fût diplômé de l'Institut d'aviation de Kuybyshev et commença à travailler à Antonov à Kiev en 1986. C'est à l'époque de l'indépendance ukrainienne de l'Union soviétique en 1991 que l'entreprise fût officiellement créée.
Le premier avion de l'entreprise était l'Aeroprakt T-8, un simple ULM d'entraînement à deux places. Le prototype fût construit en 1987 et présenté pour la première fois à l'Union soviétique en 1989, mais ne fût pas produit en série, malgré ses récompenses.
Le premier véritable avion produit en série était l'Aeroprakt A-20 Vista connu localement sous le nom de Cervonets, dont le premier prototype fût terminé en août 1991. À la suite de la conception et de la situation politique à l'époque, le club est devenu la division de Kiev de Lada-Mononor, un partenariat soviétique qui avait son siège social à Tolyatti, en Russie. Yuri Yakovlev fût nommé concepteur en chef et Oleg Litovchenko  devint son directeur. Après l'effondrement de l'Union soviétique en 1991, la société est devenue une entité indépendante et l'A-20 entra en production. Le premier avion de production fût livré en juillet 1993.

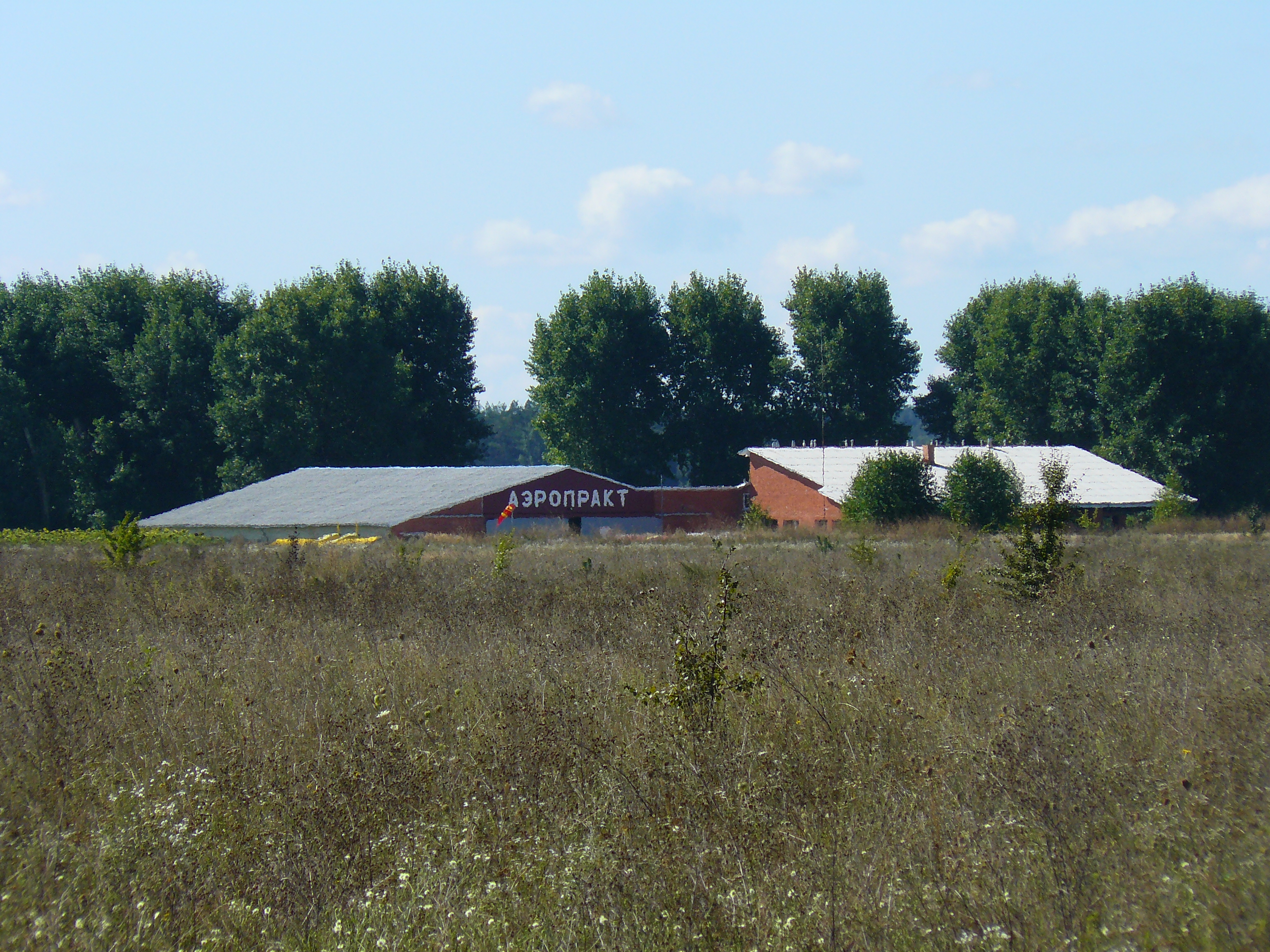
Ses hangars sur l'aérodrome de Nalyvaykivka.

En novembre 1996 fût introduit l'A-22 Foxbat, connu aussi sous le nom de Sharik et le A-26 Vulcan.
La société a continué de développer de nouveaux avions basés sur le concept A-20, parmi lesquels l'A-28 Victor et l'A-36 Vulcan. En 2014, l'A-32 Vixxen, une nouvelle version de l'A-22, fût présenté.

## Aéronefs

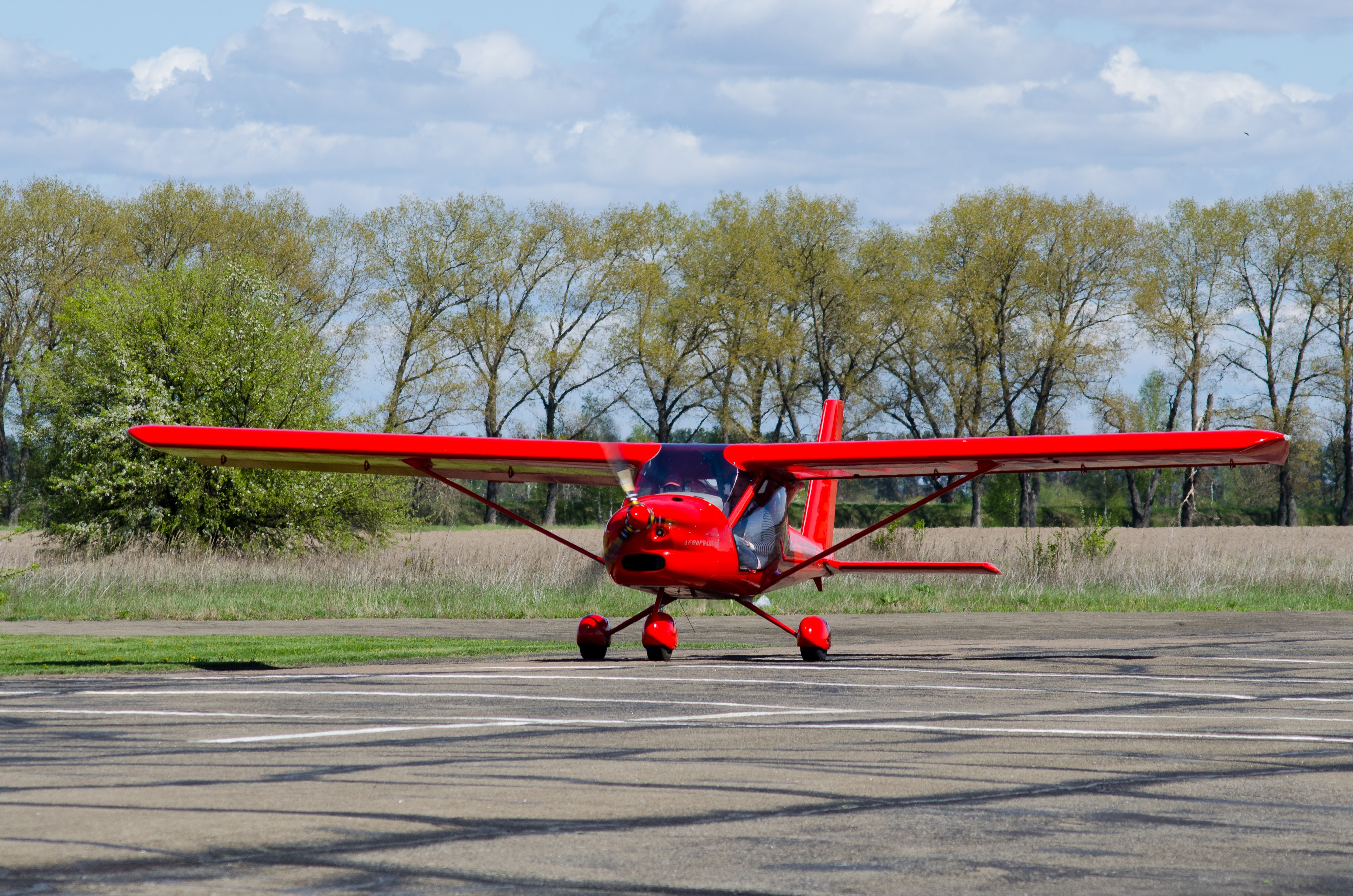
Un A-32 sur l'aérodrome de Nalyvaykivka.

Voici une liste non-exhaustive d'avions construits par la société Aeroprakt :
- Aeroprakt T-8
- Aeroprakt A-6
- Aeroprakt A-11m Hamlet
- Aeroprakt A-15
- Aeroprakt A-19
- Aeroprakt A-20
- Aeroprakt A-21 Solo
- Aeroprakt A-22 Foxbat
- Aeroprakt A-23 Dragon
- Aeroprakt A-24 Viking
- Aeroprakt A-25
- Aeroprakt A-26 Vulcain
- Aeroprakt A-27
- Aeroprakt A-28 Victor
- Aeroprakt A-30 Vista Speedster
- Aeroprakt A-32 Vixxen
- Aeroprakt A-33 Dragon
- Aeroprakt A-36 Super Vulcain